# Premi Irving G. Thalberg
El Premi Irving G. Thalberg (en anglès: Irving G. Thalberg Memorial Award) és un premi especial atorgat Acadèmia de les Arts i les Ciències Cinematogràfiques, inicialment durant la cerimònia dels Oscars i des de 2009 durant els Governors Awards, a un productor creatiu, del qual el conjunt de les seves pel·lícules reflecteixi un treball de gran qualitat.

## Història
El premi es creà l'any 1937 en homenatge a Irving G. Thalberg, productor llegendari de la Metro-Goldwyn-Mayer, que va desenvolupar la reputació de la companyia. A diferència dels Oscars, el trofeu és un bust del propi Thalberg, i és considerat un oscar honorífic i s'entrega de forma discontínua.
Al llarg de la història d'aquest premi Darryl F. Zanuck ha estat guardonat amb tres premis i Hal B. Wallis amb dos. Actualment només es pot rebre una única vegada.

## Llista de guanyadors
| Any  | Imatge                                        | Premiat              | Ref. |
| ---- | --------------------------------------------- | -------------------- | ---- |
| 1937 | Darryl F. Zanuck el 1964                      | Darryl F. Zanuck     |      |
| 1938 |                                               | Hal B. Wallis        |      |
| 1939 | David O. Selznick circa 1934                  | David O. Selznick    |      |
| 1941 | Walt Disney el 1946                           | Walt Disney          |      |
| 1942 | Sidney Franklin el 1920                       | Sidney Franklin      |      |
| 1943 |                                               | Hal B. Wallis        |      |
| 1944 | Darryl F. Zanuck el 1964                      | Darryl F. Zanuck     |      |
| 1946 | Samuel Goldwyn el 1919                        | Samuel Goldwyn       |      |
| 1948 | –                                             | Jerry Wald           |      |
| 1950 | Darryl F. Zanuck el 1964                      | Darryl F. Zanuck     |      |
| 1951 | –                                             | Arthur Freed         |      |
| 1952 | Cecil B. DeMille circa 1920                   | Cecil B. DeMille     |      |
| 1953 | George Stevens el 1957                        | George Stevens       |      |
| 1956 | –                                             | Buddy Adler          |      |
| 1958 | Jack Warner el 1955                           | Jack L. Warner       |      |
| 1961 | Stanley Kramer circa 1955                     | Stanley Kramer       |      |
| 1963 | –                                             | Sam Spiegel          |      |
| 1965 | William Wyler circa 1945                      | William Wyler        |      |
| 1966 | Robert Wise el 1990                           | Robert Wise          |      |
| 1967 | Alfred Hitchcock by Jack Mitchell, circa 1972 | Alfred Hitchcock     |      |
| 1970 | Ingmar Bergman el 1957                        | Ingmar Bergman       |      |
| 1973 | –                                             | Lawrence Weingarten  |      |
| 1975 | Mervyn LeRoy el 1934                          | Mervyn LeRoy         |      |
| 1976 | Pandro S. Berman el 1953                      | Pandro S. Berman     |      |
| 1977 | –                                             | Walter Mirisch       |      |
| 1979 | –                                             | Ray Stark            |      |
| 1981 | Albert R. Broccoli el 1976                    | Albert R. Broccoli   |      |
| 1986 | Steven Spielberg el 2017                      | Steven Spielberg     |      |
| 1987 |                                               | Billy Wilder         |      |
| 1990 |                                               | David Brown          |      |
| 1990 | Richard D. Zanuck el 1990                     | Richard D. Zanuck    |      |
| 1991 | George Lucas el 2009                          | George Lucas         |      |
| 1994 | Clint Eastwood el 2010                        | Clint Eastwood       |      |
| 1996 |                                               | Saul Zaentz          |      |
| 1998 | Norman Jewison el 2012                        | Norman Jewison       |      |
| 1999 |                                               | Warren Beatty        |      |
| 2000 | Dino De Laurentiis el 2009                    | Dino De Laurentiis   |      |
| 2009 | –                                             | John Calley          |      |
| 2010 | Francis Ford Coppola el 2011                  | Francis Ford Coppola |      |
| 2018 | Kathleen Kennedy el 2015                      | Kathleen Kennedy     |      |
| 2018 | Frank Marshall Deauville el 2012              | Frank Marshall       |      |